# Metrosideros arfakensis
Metrosideros arfakensis är en myrtenväxtart som beskrevs av Lilian Suzette Gibbs. Metrosideros arfakensis ingår i släktet Metrosideros och familjen myrtenväxter. Inga underarter finns listade i Catalogue of Life.